# Unterseeboot 183
L'Unterseeboot 183 (ou U-183) est un sous-marin allemand (U-Boot) de type IX.C/40 utilisé par la Kriegsmarine pendant la Seconde Guerre mondiale.

## Historique
Mis en service le 19 janvier 1943, l'Unterseeboot 183 reçoit sa formation à Stettin en Allemagne au sein de la 4. Unterseebootsflottille jusqu'au 30 septembre 1942, il est affecté dans une formation de combat à Lorient dans la 2. Unterseebootsflottille.

Avec l'avancée des forces alliées en France, et avant la reddition des bases sous-marines françaises, il rejoint le 1er octobre 1944 la 33. Unterseebootsflottille à Penang en Malaisie, alors que le gros de la flottille se trouve à Flensbourg en Allemagne.
Il est un des U-Boote de la meute de combat ou groupe Monsun, qui opère dans l'océan Indien à partir des bases japonaises qui occupent l'Indonésie.
Il quitte le port de Kiel pour sa première patrouille le 19 septembre 1942 sous les ordres de Heinrich Schäfer. Après 96 jours en mer et un succès d'un navire marchand coulé de 6 089 tonneaux, l'U-183 rejoint la base sous-marine de Lorient qu'il atteint le 23 décembre 1942.
L'Unterseeboot 183 a effectué six patrouilles dans lesquelles il a coulé quatre navires marchands pour un total de 19 260 tonneaux et a endommagé de manière irréparable un navire marchand de 6 993 tonneaux au cours de ses 419 jours en mer.
Sa sixième patrouille part du port de Batavia le 21 avril 1945 sous les ordres du Kapitänleutnant Fritz Schneewind. Après trois jours en mer, l'U-183 est coulé le 23 avril 1945 à 13 heures dans la mer de Java à la position géographique de 4° 50′ S, 112° 52′ E, par une torpille tirée du sous-marin américain USS Besugo.
L'attaque fait 54 morts parmi les membres d'équipage ; un survivant est repêché.

## Affectations successives
- 4. Unterseebootsflottille du 1er avril 1942 au 30 septembre 1942 (entrainement)
- 2. Unterseebootsflottille du 1er octobre 1942 au 30 septembre 1944 (service actif)
- 33. Unterseebootsflottille du 1er octobre 1944 au 23 avril 1945 (service actif)

## Commandement
- Korvettenkapitän Heinrich Schäfer du 1er avril 1942 au 19 novembre 1943
- Kapitänleutnant Fritz Schneewind du 20 novembre 1943 au 23 avril 1945

## Patrouilles
|       | Commandant              | Départ            | Départ    | Arrivée          | Arrivée   | Jours     | Succès   |
| ----- | ----------------------- | ----------------- | --------- | ---------------- | --------- | --------- | -------- |
| 1     | Heinrich Schäfer        | 19 septembre 1942 | Kiel      | 23 décembre 1942 | Lorient   | 96 jours  | 6 089    |
| 2     | Heinrich Schäfer        | 30 janvier 1943   | Lorient   | 13 mai 1943      | Lorient   | 107 jours | 2 493    |
| 3     | Heinrich Schäfer        | 3 juillet 1943    | Lorient   | 30 octobre 1943  | Penang    | 120 jours |          |
|       | Heinrich Schäfer        | 10 novembre 1943  | Penang    | 11 novembre 1943 | Singapour | 2 jours   |          |
|       | Kptlt. Fritz Schneewind | 28 janvier 1944   | Singapour | 30 janvier 1944  | Penang    | 3 jours   |          |
| 4     | Kptlt. Fritz Schneewind | 10 février 1944   | Penang    | 21 mars 1944     | Penang    | 41 jours  | 12 412   |
| 5     | Kptlt. Fritz Schneewind | 3 mai 1944        | Penang    | 5 mai 1944       | Penang    | 3 jours   |          |
|       | Kptlt. Fritz Schneewind | 17 mai 1944       | Penang    | 7 juillet 1944   | Penang    | 52 jours  | 5 259    |
|       | Kptlt. Fritz Schneewind | août 1944         | Penang    | août 1944        | Singapour | ?         |          |
|       | Kptlt. Fritz Schneewind | 16 octobre 1944   | Singapour | 30 octobre 1944  | Kobe      | 15 jours  |          |
|       | Kptlt. Fritz Schneewind | 22 février 1945   | Kobe      | 9 mars 1945      | Batavia   | 16 jours  |          |
| 6     | Kptlt. Fritz Schneewind | 21 avril 1945     | Batavia   | 23 avril 1945    | Coulé     | 3 jours   |          |
| Total | Total                   | Total             | Total     | Total            | Total     | 419 jours | 26 253 t |

Note : Kptlt. = Kapitänleutnant
Nota : Les noms de commandants sans indication de grade signifie que leur grade n'est pas connu avec certitude à notre époque (2013) à la date de la prise de commandement

### OpérationsWolfpack
L'U-183 a opéré avec les Wolfpacks (meute de loups) durant sa carrière opérationnelle :
1. Luchs (4 octobre 1942 - 6 octobre 1942)
2. Panther (7 octobre 1942 - 11 octobre 1942)
3. Hartherz (3 février 1943 - 7 février 1943)
4. Monsun (? 1944 - ? 1945)

## Navires coulés
L'Unterseeboot 183 a coulé quatre navires marchands pour un total de 19 260 tonneaux et a endommagé de manière irréparable un navire marchand de 6 993 tonneaux au cours des six patrouilles (419 jours en mer) qu'il effectua.
| Date            | Nom                | Nationalité | Tonnage (GRT) | Fait                      |
| --------------- | ------------------ | ----------- | ------------- | ------------------------- |
| 3 décembre 1942 | SS Empire Dabchick | Royaume-Uni | 6 089         | Coulé                     |
| 11 mars 1943    | SS Olancho         | Honduras    | 2 493         | Coulé                     |
| 29 février 1944 | SS Palma           | Royaume-Uni | 5 419         | Coulé                     |
| 9 mars 1944     | SS British Loyalty | Royaume-Uni | 6 993         | Endommagé - Irrécupérable |
| 5 juin 1944     | SS Helen Moller    | Royaume-Uni | 6 089         | Coulé                     |